# Crézançay-sur-Cher
Crézançay-sur-Cher é uma comuna francesa na região administrativa do Centro, no departamento Cher. Estende-se por uma área de 7,63 km². Em 2010 a comuna tinha 59 habitantes (densidade: 7,7 hab./km²).